# Emrah Erdoğan
Emrah Erdoğan, alias Salahuddin al-Kurdi oder Abu Khattab (* 2. Februar 1988 in Karlıova, Türkei), gilt als ein deutsches Mitglied der terroristischen Vereinigungen al-Qaida und al-Shabaab. Im Juni 2012 wurde Erdoğan gefasst und im Januar 2014 vom Oberlandesgericht Frankfurt am Main zu einer Gesamtfreiheitsstrafe von sieben Jahren verurteilt, die er in der Justizvollzugsanstalt Werl absaß.

## Leben
Erdoğan kam 1990 mit seiner kurdisch geprägten Familie als türkischer Einwanderer nach Deutschland, wo er mit seinen Eltern, den zwei älteren Schwestern sowie den jüngeren Brüdern Bünyamin und Yusuf im Wuppertaler Stadtteil Vohwinkel wohnte. Im Jahr 2000 wurde er deutscher Staatsbürger. Nach eigenen Angaben entwickelte er sich zum „schwarzen Schaf der Familie“, indem er „viel Schlechtes gemacht“ und sich nur noch für Diskotheken, Drogen und Schlägereien interessiert habe. Als Erdoğans Schwester einen in Pakistan ausgebildeten, angehenden Prediger heiratete, schickte ihn der Vater in Begleitung des Schwiegersohns in eine pakistanische Koranschule, um Emrah vor einer kriminellen Karriere zu bewahren. Dort kam er mit radikalen Muslimen aus den Vereinigten Staaten, Großbritannien, Australien, Ostafrika und dem Kaukasus in Kontakt.
Nach seiner Rückkehr aus Pakistan stellten seine Eltern fest, dass ihr Sohn die Schule weiterhin schleifen ließ, dass er außerdem kiffte und trank. Nach einer problematischen Schulzeit, die er ohne Schulabschluss beendete, erwarb er auch keine Berufsausbildung. Die Eltern suchten in dieser Situation keine Hilfe bei öffentlichen oder privaten Einrichtungen, sondern wiesen den Sohn aus dem Haus. Als Straßengangster beging er anschließend Raubüberfälle. Im Alter von 17 Jahren wurde er wegen schwerer räuberischer Erpressung erstmals zu einer Gefängnisstrafe verurteilt. Eine zweite Verurteilung folgte im Jahr 2007 wegen gemeinschaftlichen Diebstahls, schwerer räuberischer Erpressung und gefährlicher Körperverletzung. Die Haftstrafe, die auf zwei Jahre und sechs Monate bemessen war, saß er in der Justizvollzugsanstalt Siegburg ab. In der Haft las er eifrig den Koran. 2009 heiratete er. Aus dieser Ehe stammen zwei Söhne. Nach der Haftentlassung kleidete er sich in lange Gewänder und ließ sich einen Bart stehen. Zusammen mit seinem jüngeren Bruder Bünyamin besuchte er die Wuppertaler Moschee-Gemeinde „Schabab an-Nur“. Dort predigte der salafistische Imam Abu Jibriel.
Im April 2010 reiste Erdoğan zusammen mit dem Ex-Fußballprofi Burak Karan in die Türkei. Während Karan, der später im Bürgerkrieg in Syrien verstarb, nach Deutschland zurückkehrte, begab sich Erdoğan von dort nach Pakistan, nach Mir Ali, einer von Paschtunen bewohnten Ortschaft im afghanisch-pakistanischen Grenzgebiet Wasiristan, wo Erdoğan ein Gehöft anmietete, andere Dschihadisten aus Deutschland beherbergte und sich der Islamischen Bewegung Usbekistan bzw. al-Qaida anschloss, um als Kämpfer unter dem Namen Salahuddin al-Kurdi in einem „Heiligen Krieg“ zu streiten. Bei seiner Aufgabe, Kämpfer zu rekrutieren und Geld zu beschaffen, regte er in einem Telefonat mit einem Familienangehörigen an, dass sein Bruder Yusuf einen Supermarkt in Wuppertal überfallen möge.
Erdoğans Bruder Bünyamin reiste im August 2010 ebenfalls nach Wasiristan, um am bewaffneten Dschihad teilzunehmen. Telefongespräche der Brüder Erdoğan, auch mit ihrem in Deutschland verbliebenen Bruder Yusuf, waren seit Sommer 2010 durch das Bundeskriminalamt abgehört worden, nachdem die Staatsanwaltschaft Düsseldorf seit Juli 2010 gegen Bünyamin Erdoğan und weitere Verdächtigte Ermittlungen wegen des „Verdachts der Vorbereitung einer schweren staatsgefährdenden Straftat“ begonnen hatte. Nach Angaben aus deutschen Regierungskreisen flossen Ermittlungsergebnisse an US-Stellen, die womöglich Rückschlüsse auf den Aufenthaltsort von Bünyamin Erdoğan ermöglichten. Aus den überwachten Telefongesprächen erfuhren die Behörden, dass sich Bünyamin Erdoğan nacheinander mehreren aufständischen Gruppierungen angeschlossen und dass er ein Maschinengewehr sowie eine Waffen- und Kampfausbildung erhalten hatte. Sie erfuhren so am 7. September 2010 ferner, dass für den 4. Oktober eine Zusammenkunft geplant war, um ein Selbstmordattentat durch Bünyamin Erdoğan gegen eine militärische Einrichtung der International Security Assistance Force (ISAF) zu besprechen und voranzutreiben. Die Sicherheitsbehörden stuften ihn daraufhin am 28. September 2010 mit seinem Bruder Emrah als einen der „gefährlichsten islamistischen Terroristen in oder aus Deutschland“ ein („Gefährder“). Am 4. Oktober 2010 kam es tatsächlich zu einem Treffen der Erdoğan-Brüder mit Führungspersönlichkeiten der al-Qaida, der Islamischen Bewegung Usbekistans und der Bewegung der pakistanischen Taliban. Bei diesem Treffen ereignete sich ein Drohnenangriff, bei dem Bünyamin Erdoğan, ein Führungskader sowie drei nicht identifizierte Personen ums Leben kamen. Emrah Erdoğan, der das beim Drohnenangriff mit einer Hellfire-Rakete beschossene Gebäude kurz verlassen hatte, überlebte den Angriff, ebenfalls seine schwangere Frau und sein Sohn.
Im November 2010 rief er beim Bundeskriminalamt an und spiegelte der Behörde vor, dass ihm Zweifel an seinem Kampf gekommen seien und er nach Deutschland zurückkommen wolle. Gegen die Zusicherung von Straffreiheit und die Zahlung einer hohen Geldsumme wolle er nähere Informationen zu terroristischen Angriffen einer „marokkanischen Zelle“ geben, die in Deutschland unmittelbar bevorstünden, insbesondere ein Anschlag auf den im Reichstagsgebäude untergebrachten Deutschen Bundestag. Da der Anruf zu einer seinerzeit aktuellen Bedrohungsanalyse passte, trat der damalige Bundesinnenminister Thomas de Maizière anschließend an die Öffentlichkeit und warnte sie vor Terroranschlägen. Außerdem ordnete er verstärkte Sicherheitsvorkehrungen an Bahnhöfen und öffentlichen Gebäuden an.
Im Dezember 2010 nahm Erdoğan mit al-Qaida-Kämpfern an Kampfhandlungen der Taliban im pakistanischen Masud teil. Am 30. Januar 2011 erläuterte er dem Bundestagsabgeordneten Hans-Christian Ströbele in einer E-Mail Details des Drohnenangriffs vom 4. Oktober 2010. Im Februar 2011 reiste er über den Iran und Kenia nach Mogadischu in Somalia, nachdem er seine Frau und seinen Sohn nach Deutschland zurückgeschickt hatte. Dort schloss er sich der Terrormiliz al-Shabaab an. Für diese Organisation diente er unter dem Namen Abu Khattab insbesondere als Kontaktmann zu Personen, die zur Unterstützung der Terrormiliz nach Somalia einreisen wollten. Als in der Terrormiliz Ausländer pauschal als Spione verdächtigt wurden, riet Erdoğan Gesinnungsgenossen allerdings davon ab, nach Somalia zu kommen. Im Mai 2012 begab er sich nach Tansania, wo er am 10. Juni 2012 auf dem Mwalimu Julius Kambarage Nyerere International Airport von Daressalam festgenommen wurde, nachdem er nach einem Anschlag auf ein Einkaufszentrum in Nairobi in einer Gruppe von vier Personen durch die kenianische Polizei verfolgt worden war und deutsche Behörden das tansanische Amt für Terrorbekämpfung über die bevorstehende Einreise Erdoğans informiert hatten. Am 18. Juni 2012 wurde er nach Deutschland abgeschoben und dort noch am gleichen Tag inhaftiert.
Am 3. Juni 2013 wurde beim Oberlandesgericht Frankfurt am Main die 23-tägige Hauptverhandlung gegen Erdoğan eröffnet. Während der Generalbundesanwalt eine Haftstrafe von neun Jahren forderte, verurteilte der Staatsschutzsenat des Oberlandesgerichts den Angeklagten wegen Mitgliedschaft in zwei ausländischen terroristischen Vereinigungen, davon in einem Fall in Tateinheit mit versuchter Anstiftung zum schweren Raub und mit Störung des öffentlichen Friedens durch Androhung von Straftaten, zu einer Gesamtfreiheitsstrafe von sieben Jahren. Die Haftstrafe trat er in der Justizvollzugsanstalt Frankfurt am Main IV an. Dort nahm er die islamische Gefängnisseelsorge in Anspruch. Im Mai 2015 wurde er nach Nordrhein-Westfalen in die Justizvollzugsanstalt Werl verlegt.
Das Außenministerium der Vereinigten Staaten kennzeichnete Erdoğan am 9. Dezember 2015 als Specially Designated Global Terrorist (SDGT). Damit gehört er zur Gruppe der Specially Designated Nationals and Blocked Persons, die unter anderem das Office of Foreign Assets Control einer besonderen Kontrolle unterzieht. Außerdem wurde er am 30. November 2015 vom Sanktionsausschuss des Sicherheitsrats der Vereinten Nationen auf die UN 1267/1989 al-Qaida Sanctions List gesetzt, wonach die UN-Mitglieder unter Bezug auf die Resolution 2161 – Gefährdung des Weltfriedens durch terroristische Akte der al-Qaida – aufgefordert sind, gegen ihn eine Sperre von Geldkonten, eine Ein- und Ausreisesperre sowie ein Waffenverbot zu verhängen.